# The Sound of Revenge
The Sound of Revenge — дебютний студійний альбом американського репера Chamillionaire, виданий лейблами Chamillitary Entertainment та Universal 22 листопада 2005 р. Також випустили chopped & screwed-версію, зроблену ді-джеєм OG Ron C. У 2007 Chamillionaire і Krayzie Bone отримали Ґреммі у категорії «Найкраще реп-виконання дуетом чи групою» за «Ridin'». У 2009 на останньому треці Mixtape Messiah 7 з першого диска, репер заявив, що також мав претендувати на «Найкращого нового артиста», однак його дискваліфікували через бутлеґерів, які без дозволу видавали його релізи у 2005.
Платівка дебютувала на 10-ій сходинці Billboard 200. 17 травня 2006 RIAA сертифікувала її платиновою.

## Список пісень
| #   | Назва                                                     | Автор                                                                                      | Продюсер(и)            | Тривалість |
| --- | --------------------------------------------------------- | ------------------------------------------------------------------------------------------ | ---------------------- | ---------- |
| 1.  | «The Sound of Revenge» (оперний вокал: Джен Роуз)         | Г. Серікі, Н. Реддік, Н. Шервуд                                                            | The Beat Bullies       | 3:18       |
| 2.  | «In the Trunk»                                            | Г. Серікі, Е. Міддлтон                                                                     | Hardley Davidson       | 4:38       |
| 3.  | «Turn It Up» (з участю Lil' Flip)                         | Г. Серікі, С. Сторч, В. Вестон                                                             | Scott Storch           | 4:34       |
| 4.  | «Ridin'» (з участю Krayzie Bone)                          | Г. Серікі, Х. Салінас, О. Салінас, Е. Гендерсон                                            | Play-N-Skillz          | 5:03       |
| 5.  | «No Snitchin'» (з участю Bun B)                           | Г. Серікі, А. Лайон, М. Валензано, Б. Фрімен                                               | Cool & Dre             | 4:32       |
| 6.  | «Southern Takeover» (з участю Killer Mike та Pastor Troy) | Г. Серікі, Н. Реддік, Н. Шервуд, М. Рендер, М. Трой                                        | The Beat Bullies       | 5:17       |
| 7.  | «Radio Interruption»                                      | Г. Серікі, Н. Реддік, Н. Шервуд                                                            | The Beat Bullies       | 3:27       |
| 8.  | «Frontin'»                                                | Г. Серікі, Н. Перез                                                                        | Happy Perez            | 4:10       |
| 9.  | «Grown and Sexy»                                          | Г. Серікі, Н. Реддік, Н. Шервуд                                                            | The Beat Bullies       | 4:03       |
| 10. | «Think I'm Crazy» (з участю Natalie Alvarado)             | Г. Серікі, Н. Реддік, Н. Шервуд, С. Беттенс, Ґ. Беттенс                                    | The Beat Bullies       | 5:03       |
| 11. | «Rain» (з участю Scarface та Billy Cook)                  | Г. Серікі, Е. Франклін, Б. Джордан                                                         | Sol Messiah            | 5:11       |
| 12. | «Picture Perfect» (з участю Bun B)                        | Г. Серікі, Е. Франклін, Б. Фрімен, Р. Айлі, Е. Айлі, М. Айлі, Р. Айлі, О. Айлі, К. Джаспер | Sol Messiah            | 4:48       |
| 13. | «Fly as the Sky» (з участю Rasaq та Lil Wayne)            | Г. Серікі, Б. Томас, Д. Картер, Р. Серікі                                                  | Mannie Fresh           | 4:58       |
| 14. | «Peepin' Me» (з участю Natalie Alvarado)                  | Г. Серікі, Н. Реддік, Н. Шервуд                                                            | The Beat Bullies       | 4:21       |
| 15. | «Void in My Life»                                         | Г. Серікі, Н. Яницький, Л. Дітоммасо, Р. Палладіно                                         | Twinz                  | 4:41       |
| 16. | «Outro»                                                   | Г. Серікі, С. Гендерсон, Е. Джонс                                                          | Sean Blaze, AJ Skratch | 3:09       |

| Бонус-диск | Бонус-диск                                                | Бонус-диск   | Бонус-диск |
| #          | Назва                                                     | Продюсер(и)  | Тривалість |
| ---------- | --------------------------------------------------------- | ------------ | ---------- |
| 1.         | «Turn It Up (Remix)» (з участю Lil O, Big Hawk та E.S.G.) | Scott Storch | 5:08       |
| 2.         | «Grind Time»                                              | Da Riffs     | 3:24       |
| 3.         | «Rider»                                                   | Happy Perez  | 4:01       |
| 4.         | «Hate in Ya Eyes»                                         | Cool & Dre   | 3:40       |
| 5.         | «Bad Guy»                                                 | Twinz        | 3:55       |

## Семпли
Picture Perfect
- «Ain't I Been Good to You (Part 1 & 2)» у вик. The Isley Brothers

Think I'm Crazy
- «Everything for Free» у вик. K's Choice

Void in My Life
- «Do What You Do» у вик. Джермейна Джексона

## Учасники

### Технічний персонал
- Happy Perez — клавішні
- Шон Блейз, Джеймс Гувер — звукорежисери, зведення
- Ґері Флай, Рік Деварона, Тоні Кевасін, Тейлор Доу — помічники звукорежисера
- Вейн Еллісон, Ґреґґ Ромінєцкі, Конрад Ґолдінґ, Метт Стілл, Родні Маспох — звукорежисери
- Джейсон Ґолдштейн, Оскар Рамірез, Вассім Зрейк — зведення
- Брем Тобі, Ерік Дженсен, Кетрін Діл, Радж Махіджа — помічники звукорежисера зі зведення
- Кріс Ґерінґер, Едді Шреєр — мастеринг

### Інструменти, вокал
- Дженніфер Роуз, Темі Летрелл — бек-вокал
- Стів Лейк — гітара
- Ейвері Джонс, Дебра Кіллінґз, Фіцджеральд Лінґард, Престон Крамп — бас-гітара
- Happy Perez, Терренс Браун — клавішні

### Оформлення, A&R
- Джонатан Менніон — фото
- Майкі Аґілар, Джордан Ніксон, Ніна Фрімен, Сел Ґуастелла — A&R
- Майк Фрост Frost — арт-дирекція

## Чартові позиції
| Чарт (2005)               | Найвища позиція |
| ------------------------- | --------------- |
| Велика Британія           | 22              |
| Ірландія                  | 34              |
| Нова Зеландія             | 11              |
| США                       | 10              |
| US Top R&B/Hip-Hop Albums | 2               |
| Франція                   | 68              |